# Schlacht von Jedesheim
Die Schlacht von Jedesheim war eine Schlacht zwischen zwei hochmittelalterlichen Ritterheeren auf dem Gebiet der heutigen Stadt Illertissen in Mittelschwaben. Sie markiert Höhepunkt und Ende einer Fehde zwischen Graf Hartmann von Kirchberg und Graf Rudolf von Bregenz.

## Hintergrund
Das Kloster Einsiedeln verfügte im Mittelalter über ausgedehnten Besitz im Illertal, darunter auch das Dorf Jedesheim – die Pfarrkirche von Jedesheim ist bis heute dem heiligen Meinrad von Einsiedeln, dem Gründer des Klosters, geweiht. Die Vogteirechte über den Besitz des Klosters Einsiedeln im Illertal übte zu Beginn des 12. Jahrhunderts Graf Otto von Buchhorn aus. Als dieser ohne Rechtsnachfolger verstarb, konkurrierten Graf Hartmann von Kirchberg und Graf Rudolf von Bregenz um die Übernahme der Güterverwaltung.
Graf Hartmann von Kirchberg besaß nahe Jedesheim die Burg Tissen, deren Nachfolgebau das heutige Vöhlinschloss in Illertissen ist und die ihrerseits Nachfolgebau einer Befestigung aus der Zeit der Ungarneinfälle im 10. Jahrhundert war.
Graf Rudolf von Bregenz besaß die in der Nähe gelegene Herrschaft über Kellmünz an der Iller.

## Strategische Bedeutung
Die Verwaltung von Klostergütern war für weltliche Adelige aus mehreren Gründen attraktiv. So erhoffte man sich von der Tätigkeit im Auftrag der Kirche nicht nur einen Bonus für das eigene Seelenheil; es war eine ehrenvolle und prestigeträchtige Tätigkeit, die nicht zuletzt auch die Möglichkeiten zur Machtausübung mehrte. So wurde derjenige, der die Kontrolle über den Besitz des Klosters Einsiedeln im Illertal ausübte, dadurch automatisch ein bedeutender Machtfaktor in der Region Mittelschwaben: Das Illertal stellte als Nord-Süd-Achse einen nicht unbedeutenden Verkehrsweg zwischen Alpen und Donau (Illermündung bei Ulm) dar.

## Schlacht
Der genaue Zeitpunkt der Schlacht ist unbekannt. Die unterschiedlichen Chronisten geben drei verschiedene Daten an, nämlich den 10. Januar 1108, den 13. Februar 1108 und den 10. Januar 1109.
Ebenfalls unbekannt ist die genaue Größe der beiden Heere.
Gesichert ist, dass Graf Rudolf von Bregenz mit seinen Parteigängern vor der Burg Tissen aufzog, woraufhin sich Graf Hartmann von Kirchberg an Ort und Stelle zur offenen Feldschlacht stellte und diese auch siegreich für sich entschied.

## Besonderheiten
Gesichert ist ebenfalls, dass beide Seiten in dieser Schlacht extrem hohe Verluste erlitten haben, denn dies ist ein Punkt, der in den Chroniken besonders betont wird. So gibt etwa die Chronik des Klosters Zwiefalten an: „Rudolf von Hochdorf fand mit dem Grafen Walter von Veringen und mehr als 50 anderen in der Schlacht bei Jedesheim den Tod und wurde bei uns begraben“. Daraus ergibt sich, dass in der Schlacht mindestens 53 Ritter gefallen sind. Dies ist insofern eine bemerkenswert hohe Zahl an Gefallenen, da die in vergleichbaren regionalen Fehden zwischen Grafen aufgebotenen Streitmächte in dieser Epoche normalerweise nicht mehr als jeweils einige Dutzend Ritter umfassten. Es kann aufgrund dessen darauf geschlossen werden, dass beide Seiten in der Schlacht von Jedesheim wahrscheinlich Verluste von je 25–50 % erlitten haben müssen. Dies ist umso außergewöhnlicher, da sich die bewaffneten Auseinandersetzungen zwischen Ritterheeren bei vergleichbaren Fehden (wenn keine Blutfehde vorlag) meist darauf beschränkten, sich gegenseitig aus dem Sattel zu heben und gegebenenfalls Gefangene zu machen, wobei es normalerweise nicht zu tödlichen Verletzungen kam.

## Folgen
Graf Rudolf von Bregenz erkannte seine Niederlage an und entschädigte in der Folge wahrscheinlich auch die Nachkommen des gefallenen Grafen Walter von Veringen durch Güterübertragungen.
Die Vogteirechte über den Besitz des Klosters Einsiedeln im Illertal gingen auf Graf Hartmann von Kirchberg über.